# Фата-моргана
Фа́та-морга́на (італ. fata Morgana — «фея Моргана»; за переказами, фея, що живе на морському дні і обманює мандрівників примарними баченнями) — складне оптичне явище в атмосфері, складене з декількох форм міражів. Пов'язане з аномальною рефракцією сонячних променів, внаслідок чого у повітрі з'являються зображення наземних предметів, що знаходяться за горизонтом. Частіше всього спостерігаються у степах, пустелях та в морі.
Міражі Фата-Моргана значно спотворюють об'єкт або об'єкти, на яких вони базуються, часто настільки, що об'єкт стає повністю невпізнаваним. Фата-Моргана може спостерігатися на морі чи на суші, у полярних регіонах або в пустелях. Це може стосуватися майже будь-якого віддаленого об'єкта, включаючи човни, острови та берегову лінію. Часто Фата-Моргана швидко змінюється. Міраж складається з декількох перевернутих (догори ногами) та прямих зображень, нашарованих одне на одне. Міражі Фата-Моргана також показують зони, що чергуються між стисненими та розтягнутими.
Оптичне явище відбувається тому, що промені світла згинаються, коли проходять через шари повітря різних температур при крутій термічній інверсії, де утворився атмосферний канал. У спокійну погоду шар значно теплішого повітря може лежати над холоднішим щільним повітрям, утворюючи атмосферний канал, який діє як заломлююча лінза, створюючи серію як перевернутих, так і прямих зображень. Фата-Моргана потребує наявності каналу; самої лише термічної інверсії недостатньо для створення такого виду міражу. Хоча термічна інверсія часто відбувається без наявності атмосферного каналу, атмосферний канал не може існувати без попередньої термічної інверсії.
Показовим прикладом явища фата-моргани, яке було зафіксовано на початку травня 2024 року, стало вантажне судно «Achilleas» під час його руху поміж материковою частиною Греції та одним з островів.

## Спостереження за Фата Моргана

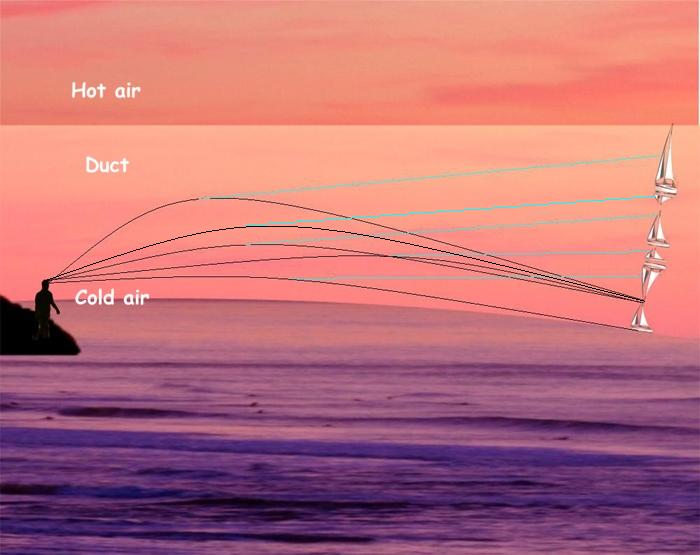
Схематична діаграма, що пояснює міраж Фата Моргана

Фата Моргана найчастіше спостерігається в полярних регіонах, де вона може бути відома як льодоблиск, особливо над великими льодовими полями з рівномірно низькою температурою. Проте її можна спостерігати майже в будь-якій місцевості. У полярних регіонах явище Фата Моргана спостерігається в відносно холодні дні. У пустелях, над океанами та озерами Фата Моргана може спостерігатися в спекотні дні.
Для виникнення явища Фата Моргана температурна інверсія має бути достатньо сильною, щоб кривизна променів світла в шарі інверсії була більшою за кривизну Землі. За цих умов промені згинаються і створюють дуги. Спостерігач повинен перебувати всередині або нижче атмосферного каналу, щоб побачити Фата Моргана. Фата Моргана може спостерігатися з будь-якої висоти в атмосфері Землі, від рівня моря до гірських вершин, і навіть із літаків.

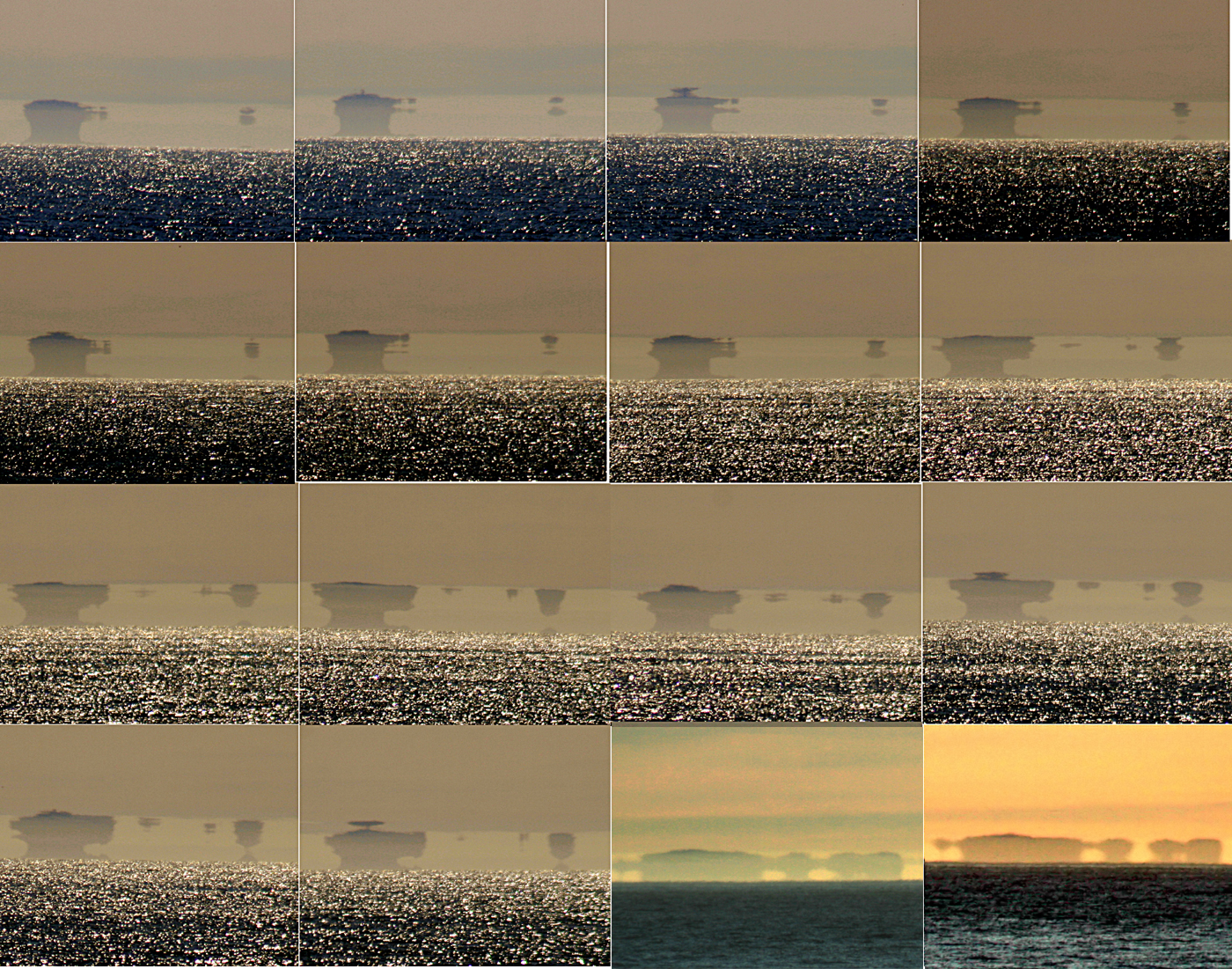
Послідовність міражу острова Фараллон з видом із Сан-Франциско

Вищезазначена послідовність як анімація

Фата Моргана може бути описана як дуже складний верхній міраж із більш ніж трьома спотвореними прямими та перевернутими зображеннями. Через постійно мінливі атмосферні умови Фата Моргана може змінюватися різними способами за кілька секунд, включаючи перетворення на простий верхній міраж. Послідовне зображення тут показує шістнадцять фотографічних кадрів міражу острови Фараллон, знятих із Сан-Франциско; усі зображення були зроблені в один день. У перших чотирнадцяти кадрах елементи міражу Фата Моргана демонструють чергування стиснутих і розтягнутих зон. Останні два кадри були зняті через кілька годин, близько часу заходу сонця. У той момент повітря було прохолоднішим, тоді як океан, ймовірно, був трохи теплішим, що спричинило менш екстремальну температурну інверсію, ніж кількома годинами раніше. Міраж усе ще був присутній, але він уже не був таким складним, як кількома годинами до заходу сонця: міраж перестав бути Фата Моргана і став простим верхнім міражем.
Міражі Фата Моргана видимі неозброєним оком, але для того, щоб розгледіти деталі, найкраще спостерігати за ними через бінокль, телескоп або, як у випадку з цими зображеннями, через телеоб'єктив. Габріель Грубер (1740–1805) і Tobias Gruber (1744–1806), які спостерігали Фата Моргана над озером Церкниця, були першими, хто досліджував це явище в лабораторних умовах.